# 리듬 앤 블루스

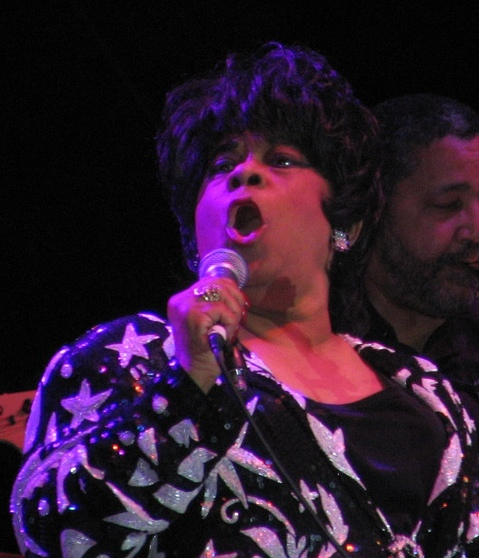
루스 브라운

리듬 앤 블루스(영어: rhythm and blues) 또는 알앤비(R&B)는 흑인의 생활 양식에 맞도록 녹음된 블루스 보컬이나 밴드 연주의 대중음악을 총칭한다. 나른한 듯한 느낌을 주기도 하며 가성을 많이 섞어 부르기도 한다. 1940년대 후반부터 1950년대 초반까지 블루스가 스윙같은 댄스풍 재즈와 섞여 태어난 흑인 음악이다. 블루스보다 댄스 비트가 강하고 리듬 멜로디도 대중적이다. 가사도 고단한 삶을 노래하던 블루스와 달리 쾌락적으로 흘렀다. 보통 줄여서 R&B (알앤비)라고 많이 불리는데, 현대에서 R&B라는 단어는 컨템포러리 알앤비를 뜻하는 단어이기도 하다.

## 같이 보기
- 블루스
- 미국의 음악